# Stronno (gmina Dobrcz)
Stronno (niem. Stronnau) –  wieś sołecka w Polsce, położona w województwie kujawsko-pomorskim, w powiecie bydgoskim, w gminie Dobrcz.

## Podział administracyjny
W latach 1975–1998 miejscowość administracyjnie należała do województwa bydgoskiego.

## Demografia
Według danych Urzędu Gminy Dobrcz (XII 2020 r.) miejscowość liczyła 887 mieszkańców.

## Historia
Pierwsze pisane wzmianki o Stronnie pochodzą z 1315 roku, gdy była wsią rycerską. Miejscowość leżała na terenie kasztelanii wyszogrodzkiej. 6 kwietnia 1315 Jarosław z Płonkowa sprzedał koronowskim cystersom wieś dziedziczną Stronno za 70 grzywien toruńskich. Do tej pory Stronno pozostawało własnością rodziny Pomianów. Ów sprzedawca Stronna był kasztelanem słońskim, a następnie bydgoskim w latach 1305-1314. Akt sprzedaży został dodatkowo potwierdzony w 1353 roku przez króla Kazimierza Wielkiego. Pierwotnie Stronno znajdowało się na terenach zwanych dzisiaj Dębową Górą. Po pożarze, który strawił budynki, cystersi przenieśli osadę na teren dzisiejszej miejscowości. W 2. połowie XIV wieku cystersi pobudowali w Stronnie (nazwa pochodzi od tego, że osada ta znajdował się trochę z boku szlaków handlowych czyli na stronie), drewniane domy dla swoich robotników folwarcznych i kmieci. Według starego podania gościł tutaj przez jedna noc król Polski Kazimierz III Wielki, który znajdował się na polowaniu w okolicznych lasach. W obecnym centrum wsi został wykopany rów odwadniający, osuszający okoliczną łąkę oraz postawiono tam wiatrak w roli młyna. Stronno przez cały czas swego istnienia należało do parafii Wudzyn. W 1890 r. wieś liczyła 275 mieszkańców, w tym: 152 wyznania ewangelickiego i 123 katolickiego. Obecnie posiada 847 mieszkańców (XII 2014 r.), a na obszarze 544 ha znajduje się 70 gospodarstw rolnych. W 1907 roku władze pruskie wybudowały szkołę, w której uczono tylko po niemiecku. W tym czasie wielu mieszkańców zrzeszało się w Związku Ludowym, który miał na celu krzewienie polskiej kultury i języka. Członkowie związku ufundowali sztandar dla kościoła w Wudzynie. Po I wojnie światowej powstały liczne organizacje społeczne. Na początku lat 30. XX wieku została otwarta tzw. kolej francuska łącząca Bydgoszcz z Gdynią przez Kościerzynę. Jedną ze przystanków kolejowych ulokowano właśnie w Stronnie. Dzisiaj linia kolejowa nosi nr 201 i na odcinku Bydgoszcz Główna-Gdynia Główna odbywa się ruch pasażerski. 
Po wybuchu II wojny światowej, 3 i 4 września 1939 pododdziały Wojska Polskiego z 9 Dywizji Piechoty w lasach pod Stronnem toczyły walki z wojskami niemieckimi. Zginęło wielu żołnierzy polskich, w tym: cała obsługa działek 37 mm kompanii przeciwpancernej 35 pułku piechoty (35 p.p.). W ostatniej bitwie pod Stronnem poległo 20 żołnierzy Wojska Polskiego, w tym 10 znanych z imienia i nazwiska. Pochowano ich na wspólnym cmentarzu w Wudzynie razem z prochami około 800 osób pomordowanych na Dębowej Górze.

## Współczesność
W zachodniej części Stronna znajdują się pozostałości cmentarza ewangelickiego z przełomu XIX i XX wieku. Na tym cmentarzu rośnie pomnik przyrody – dąb szypułkowy o obwodzie przy powołaniu 316, a w 2012 - 350 cm. W 2015 mieszkańcy wsi postawili tam krzyż. W 1968 roku w Stronnie została zbudowana Szkoła Podstawowa im. Marii Skłodowskiej-Curie. Wszystkie lasy należące do leśnictwa Stronno zaliczane są do strefy lasów chronionych. W centrum wsi znajduje się figura przydrożna z inskrypcją Serce Jezusa uczyń serca nasze według serca Twego, którą postawiono z inicjatywy mieszkańców w roku 1949. W roku 2015 z okazji 700-lecia wsi, przy wjeździe od strony Dobrcza odsłonięto okolicznościowy obelisk.

## Galeria

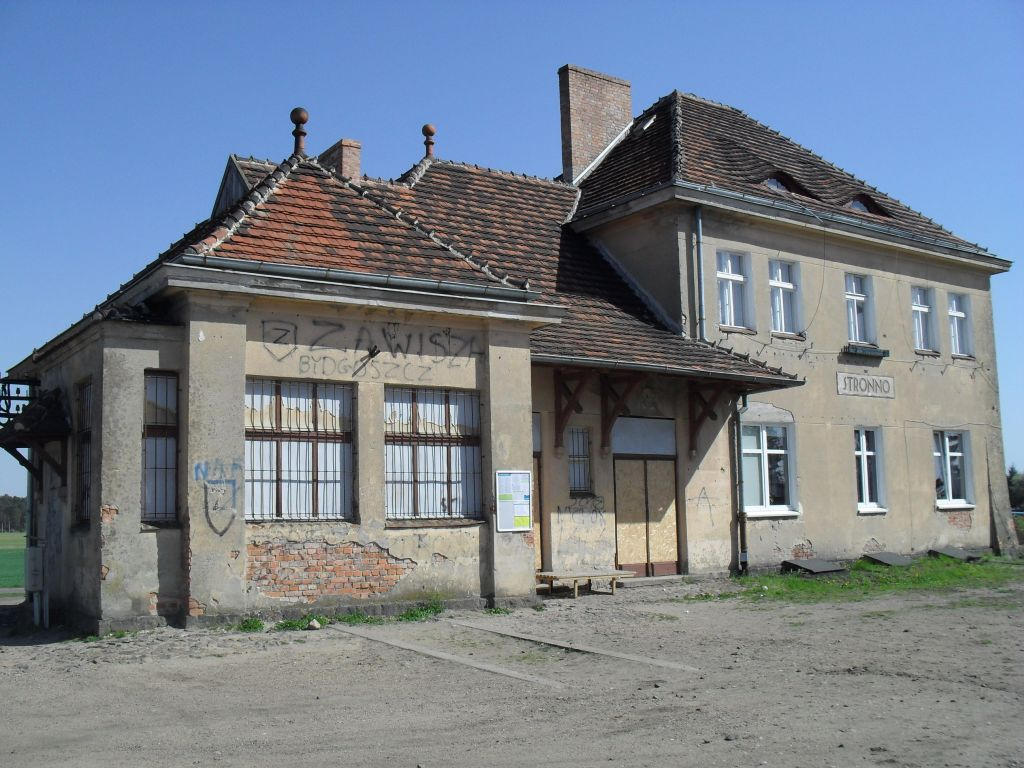
dworzec kolejowy strona wschodnia
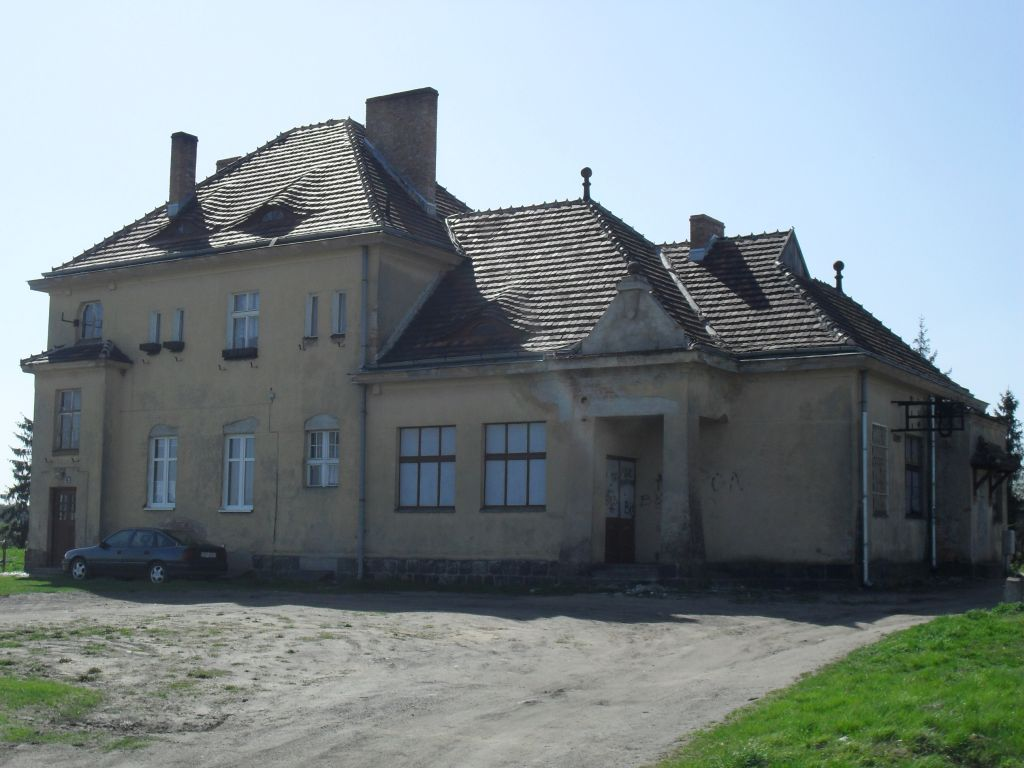
dworzec kolejowy strona zachodnia
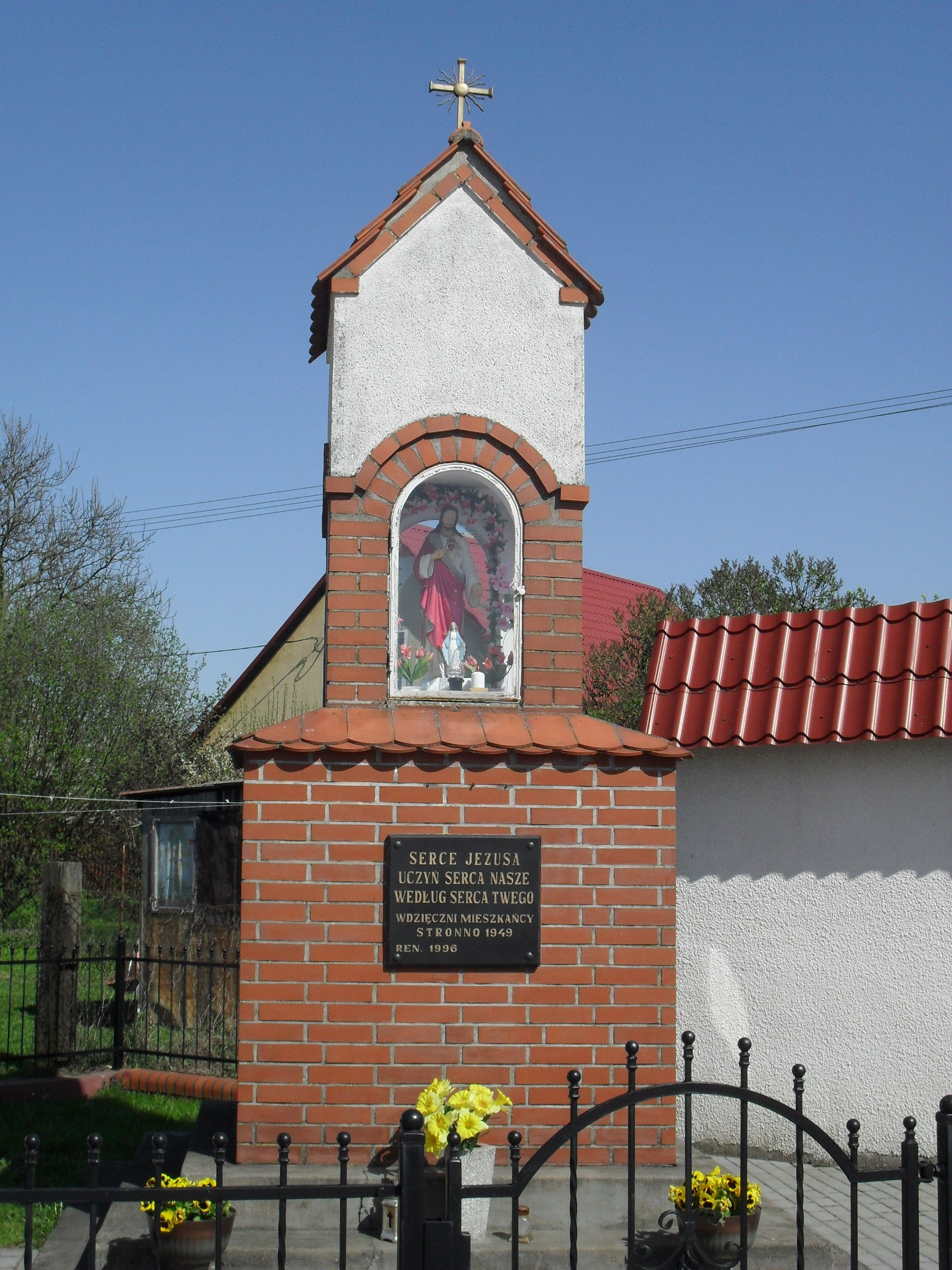
przydrożna kapliczka
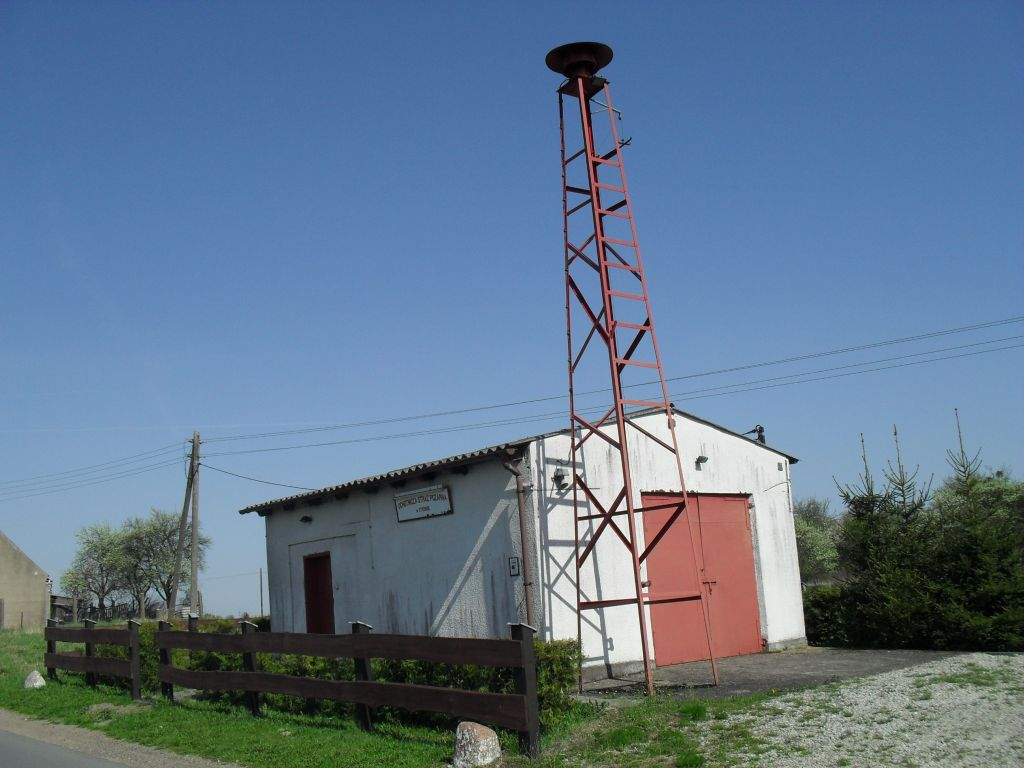
remiza strażacka
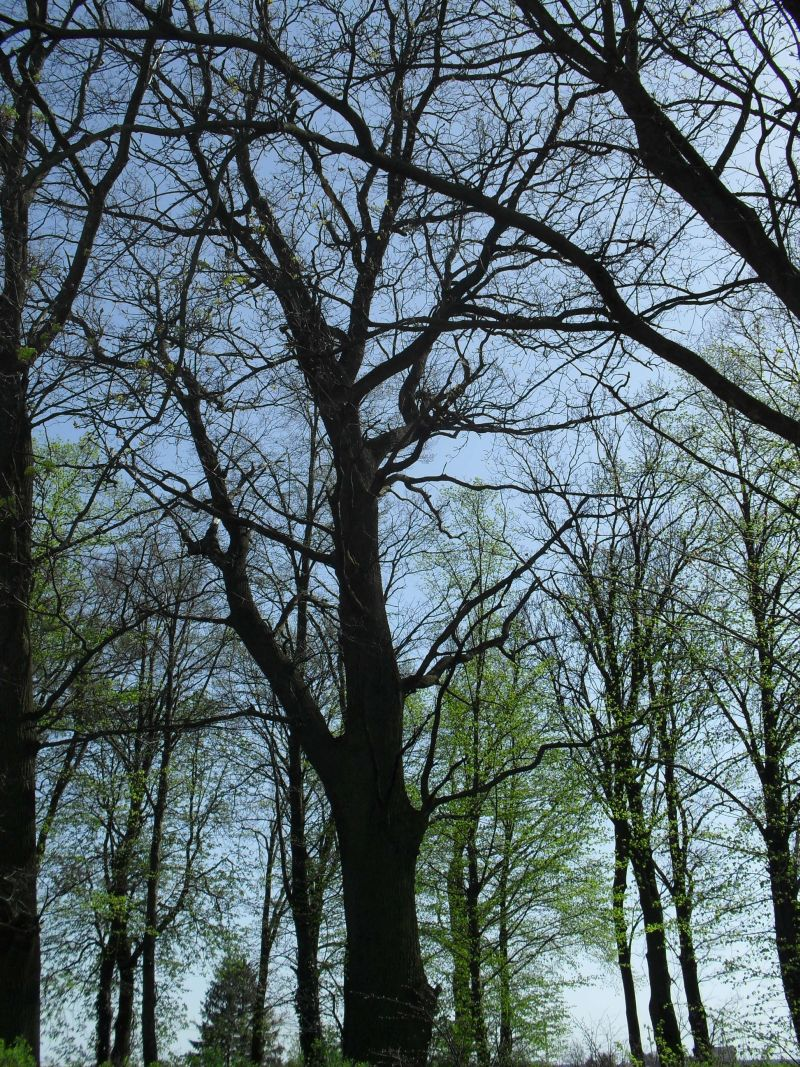
pomnik przyrody